# Matthew Calvert
Pour les articles homonymes, voir Calvert.
Matthew Calvert (né le 24 décembre 1989 à Brandon dans la province du Manitoba au Canada) est un joueur professionnel canadien de hockey sur glace. Il évolue au poste d'ailier.

## Biographie
En 2006, il joue son premier match en junior avec les Flyers de Winkler dans la Ligue de hockey junior du Manitoba. La saison suivante, il rejoint les Wheat Kings de Brandon dans la Ligue de hockey de l'Ouest. Il est choisi au cours du Repêchage d'entrée dans la LNH 2007 au cinquième tour en cent vingt-septième position par les Blue Jackets de Columbus.  Il est nommé assistant capitaine en 2008. La saison suivante, il est nommé capitaine. L'équipe participe à la Coupe Memorial 2010 en tant qu'équipe hôte. En 2010, il passe professionnel dans la LAH avec les Falcons de Springfield, club école des Blue Jackets. Le 7 janvier 2011, il débute dans la LNH avec les Blue Jackets face aux Ducks d'Anaheim. Le lendemain, il marque son premier but face aux Kings de Los Angeles. Il inscrit un coup du chapeau le 25 février 2011 face aux Coyotes de Phoenix. 
Le 9 juillet 2015, il signe un contrat avec les Blue Jackets pour trois saisons pour un salaire annuel de 2,2 millions de dollars.
En 2019, il signe avec l'Avalanche du Colorado. Lors de la saison 2020-2021, il ne joue que 18 matchs en raison d'une blessure qui l'oblige à prendre sa retraite.

## Récompenses

### Ligue de hockey de l'Ouest
- 2010 : nommé dans la seconde équipe d'étoiles de l'association de l'Est.

### Coupe Memorial
- 2010 : nommé dans l'équipe d'étoiles.

## Statistiques
| Saison     | Équipe                   | Ligue          |     | Saison régulière | Saison régulière | Saison régulière | Saison régulière | Saison régulière |   | Séries éliminatoires | Séries éliminatoires | Séries éliminatoires | Séries éliminatoires | Séries éliminatoires |
| Saison     | Équipe                   | Ligue          | PJ  | B                | A                | Pts              | Pun              | PJ               | B | A                    | Pts                  | Pun                  |                      |                      |
| 2006-2007  | Flyers de Winkler        | LHJM           | 1   | 0                | 0                | 0                | 15               | -                | - | -                    | -                    | -                    |                      |                      |
| 2007-2008  | Wheat Kings de Brandon   | LHOu           | 72  | 24               | 40               | 64               | 53               | 6                | 1 | 2                    | 3                    | 2                    |                      |                      |
| 2008-2009  | Wheat Kings de Brandon   | LHOu           | 58  | 28               | 39               | 67               | 58               | 12               | 9 | 8                    | 17                   | 22                   |                      |                      |
| 2009-2010  | Wheat Kings de Brandon   | LHOu           | 68  | 47               | 52               | 99               | 70               | 15               | 9 | 7                    | 16                   | 15                   |                      |                      |
| 2010       | Wheat Kings de Brandon   | Coupe Memorial | 5   | 3                | 1                | 4                | 2                | -                | - | -                    | -                    | -                    |                      |                      |
| 2010-2011  | Falcons de Springfield   | LAH            | 38  | 13               | 12               | 25               | 12               | -                | - | -                    | -                    | -                    |                      |                      |
| 2010-2011  | Blue Jackets de Columbus | LNH            | 42  | 11               | 9                | 20               | 12               | -                | - | -                    | -                    | -                    |                      |                      |
| 2011-2012  | Blue Jackets de Columbus | LNH            | 13  | 0                | 3                | 3                | 16               | -                | - | -                    | -                    | -                    |                      |                      |
| 2011-2012  | Falcons de Springfield   | LAH            | 56  | 17               | 19               | 36               | 52               | -                | - | -                    | -                    | -                    |                      |                      |
| 2012-2013  | Falcons de Springfield   | LAH            | 34  | 10               | 11               | 21               | 39               | -                | - | -                    | -                    | -                    |                      |                      |
| 2012-2013  | Blue Jackets de Columbus | LNH            | 42  | 9                | 7                | 16               | 32               | -                | - | -                    | -                    | -                    |                      |                      |
| 2013-2014  | Blue Jackets de Columbus | LNH            | 56  | 9                | 15               | 24               | 53               | 6                | 2 | 2                    | 4                    | 4                    |                      |                      |
| 2014-2015  | Blue Jackets de Columbus | LNH            | 56  | 13               | 10               | 23               | 28               | -                | - | -                    | -                    | -                    |                      |                      |
| 2015-2016  | Blue Jackets de Columbus | LNH            | 73  | 11               | 13               | 24               | 51               | -                | - | -                    | -                    | -                    |                      |                      |
| 2016-2017  | Blue Jackets de Columbus | LNH            | 65  | 10               | 5                | 15               | 48               | 4                | 1 | 1                    | 2                    | 4                    |                      |                      |
| 2017-2018  | Blue Jackets de Columbus | LNH            | 69  | 9                | 15               | 24               | 33               | 6                | 3 | 1                    | 4                    | 4                    |                      |                      |
| 2018-2019  | Avalanche du Colorado    | LNH            | 82  | 11               | 15               | 26               | 58               | 8                | 0 | 4                    | 4                    | 18                   |                      |                      |
| 2019-2020  | Avalanche du Colorado    | LNH            | 50  | 12               | 13               | 25               | 39               | 8                | 1 | 2                    | 3                    | 4                    |                      |                      |
| 2020-2021  | Avalanche du Colorado    | LNH            | 18  | 0                | 3                | 3                | 6                | -                | - | -                    | -                    | -                    |                      |                      |
| Totaux LNH | Totaux LNH               | Totaux LNH     | 566 | 95               | 108              | 203              | 376              | 32               | 7 | 10                   | 17                   | 34                   |                      |                      |